# Feuchtwangen
Feuchtwangen is een plaats in de Duitse deelstaat Beieren, gelegen in de Landkreis Ansbach. De stad telt 12.543 inwoners.

## Bezienswaardigheden

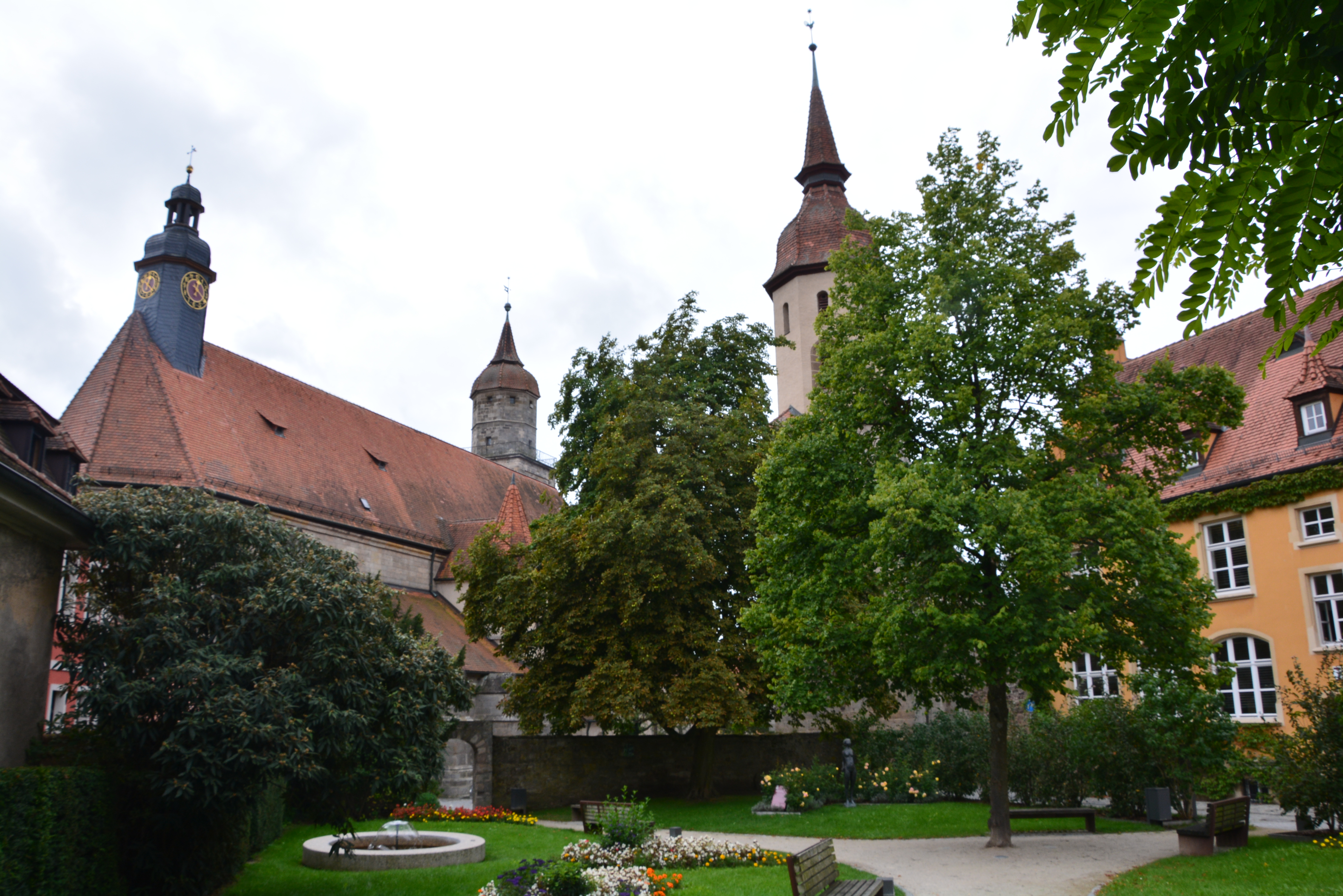
Stiftskirche St.Johannis

Op de ruime Marktplatz liggen de Röhrenbrunnen, het barokke stadhuis en verschillende vakwerkgebouwen. De voormalige Stiftskirche dateert uit de 12e eeuw. Het koor is laatgotisch en het koorgestoelte dateert uit 1510. Het hoogaltaar is van de hand van Michael Wolgemut.

### Musea
In Feuchtwangen bevindt zich sinds 1989 het Sängermuseum dat gewijd is aan zangkoren. Verder is er het Heimatmuseum waarin woonvertrekken van burgers en boeren zijn gereconstrueerd. Dit museum heeft verder een collectie porselein en faience.

## Geografie
Feuchtwangen heeft een oppervlakte van 137,4 km² en ligt in het zuiden van Duitsland.
Adelshofen ·
Arberg ·
Aurach ·
Bechhofen ·
Bruckberg ·
Buch a.Wald ·
Burgoberbach ·
Burk ·
Colmberg ·
Dentlein a.Forst ·
Diebach ·
Dietenhofen ·
Dinkelsbühl ·
Dombühl ·
Dürrwangen ·
Ehingen ·
Feuchtwangen ·
Flachslanden ·
Gebsattel ·
Gerolfingen ·
Geslau ·
Heilsbronn ·
Herrieden ·
Insingen ·
Langfurth ·
Lehrberg ·
Leutershausen ·
Lichtenau ·
Merkendorf ·
Mitteleschenbach ·
Mönchsroth ·
Neuendettelsau ·
Neusitz ·
Oberdachstetten ·
Ohrenbach ·
Ornbau ·
Petersaurach ·
Röckingen ·
Rothenburg ob der Tauber ·
Rügland ·
Sachsen b.Ansbach ·
Schillingsfürst ·
Schnelldorf ·
Schopfloch ·
Steinsfeld ·
Unterschwaningen ·
Wassertrüdingen ·
Weidenbach ·
Weihenzell ·
Weiltingen ·
Wettringen ·
Wieseth ·
Wilburgstetten ·
Windelsbach ·
Windsbach ·
Wittelshofen ·
Wolframs-Eschenbach ·
Wörnitz